# Bantu Holomisa
 (février 2020).
Si vous disposez d'ouvrages ou d'articles de référence ou si vous connaissez des sites web de qualité traitant du thème abordé ici, merci de compléter l'article en donnant les références utiles à sa vérifiabilité et en les liant à la section « Notes et références ».
Bantubonke Holomisa, né Harrington Holomisa en 1955, est un général et un homme politique d'Afrique du Sud. D'ethnie xhosa, cet ancien chef du bantoustan du Transkei de 1987 à 1994 est député au Parlement sud-africain depuis 1994 et est l'un des fondateurs du Mouvement démocratique uni (UDM) en 1997.

## Biographie
Né le 25 juillet 1955 au Transkei (Cap-Oriental), il s'engage dans une carrière militaire. En 1985, il intègre les forces de défense du Transkei avec le grade de brigadier, avant de mener, deux ans plus tard, un coup d'État qui renverse le régime corrompu de Kaiser Matanzima. Autopromu chef de l'État, président du conseil militaire et ministre de la défense, il reconnaît officiellement l'artifice de l'indépendance accordée en 1976 au Transkei par l'Afrique du Sud mais il en profite pour accorder l'immunité aux militants des branches armées de l'ANC et du Congrès panafricain d'Azanie qui viennent s'entrainer aux côtés des forces armées du Transkei. C'est à cette époque qu'Holomisa devient un proche de Chris Hani, un des leaders communistes de l'ANC ce qui lui vaudra une grande popularité.
Habile, Holomisa parvint également à échapper aux tentatives de destitutions fomentées par le gouvernement sud-africain.
Il rejoint officiellement l'ANC légalisé au début des années 1990 et est élu au Parlement en 1994. Il entre immédiatement dans le gouvernement d'union nationale de Nelson Mandela comme vice-ministre sud-africain de l'environnement et du tourisme.
En 1995, c'est pour avoir accusé de corruption Stella Sicgau, ministre des Entreprises publiques (ANC) et ancien chef de gouvernement du Transkei, devant la Commission de la vérité et de la réconciliation, pour une affaire datant de l'époque des bantoustans, que Bantu Holomisa va être exclu du parti. En effet, après avoir été sommé de retirer ses accusations, Holomisa enchérit en accusant de corruption le vice-président Thabo Mbeki et le ministre Steve Tshwete, obligeant Nelson Mandela à lui retirer son portefeuille de vice-ministre de l'Environnement avant que l'ANC ne l'exclue en septembre 1996, lui faisant perdre son siège de député.
Soutenu par une base qui s'impatiente des maigres résultats du gouvernement, Bantu Holomisa se complaît alors dans son rôle d'accusateur public alors que pour le déconsidérer, l'ANC, l'accuse d'avoir été lui-même une création de l'ancienne "South African Defence Force" et d'avoir été responsable de l'échec de la lutte contre la corruption au Transkei.
Exclu donc de l'ANC et du parlement, Holomisa fonde en 1997 le premier parti post-apartheid d'Afrique du Sud, l'UDM, avec Roelf Meyer, ancien ministre afrikaner du Parti national.
Aux élections générales de 1999, l'UDM emporte 13 sièges nationaux et fait élire ses représentants dans 6 parlements provinciaux. Dans deux provinces (Cap-Oriental et Province du nord), l'UDM arrive en second; derrière l'ANC, lui donnant le statut d'opposition officielle.
Revenu au parlement, Holomisa reprend sa dialectique contre la corruption et accuse de nombreuses personnalités de l'ANC d'être corrompus comme Jacob Zuma ou Popo Molefe (Premier ministre de la Province du Nord).
Holomisa est réélu député en 2004 toujours sous les couleurs de l'UDM dont il restera la seule figure emblématique après le retrait en 2000 de Roelf Meyer.

## Vie privée
Bantu Holomisa est marié à Tunyelwa Dube. Le couple a un fils et deux filles.